# Superga
Superga (wł. Superga) – w większości zalesione wzgórze o wysokości 673 (lub 672) m n.p.m., zlokalizowane we włoskim Piemoncie, w paśmie Wzgórz Padu (wł. Colline del Po), na terenie miasta Turynu, w jego północno-wschodniej części.

## Charakterystyka
Na szczycie wznosi się barokowy kościół wotywny i mauzoleum sabaudów – bazylika Superga. Doprowadzono doń linię tramwaju zębatego z Sassi (dawniej była to kolej linowo-terenowa). U podnóża wzniesienia stoi kościół Matki Bożej Różańcowej (1966).
Stokami wzgórza prowadzą liczne szlaki turystyczne, a partia szczytowa jest doskonałym punktem widokowym na Turyn i Alpy. Widać stąd m.in. Gletscherhorn (201 km odległości), Piz Bernina (220 km), Matterhorn (100 km), Monte Rosa (95 km) i Breithorn (96 km).
Superga była miejscem katastrofy lotniczej samolotu Fiat G.212, w której 4 maja 1949 zginęło 31 osób, w tym osiemnastu piłkarzy drużyny AC Torino, rozbijając się o mury bazyliki.

## Galeria

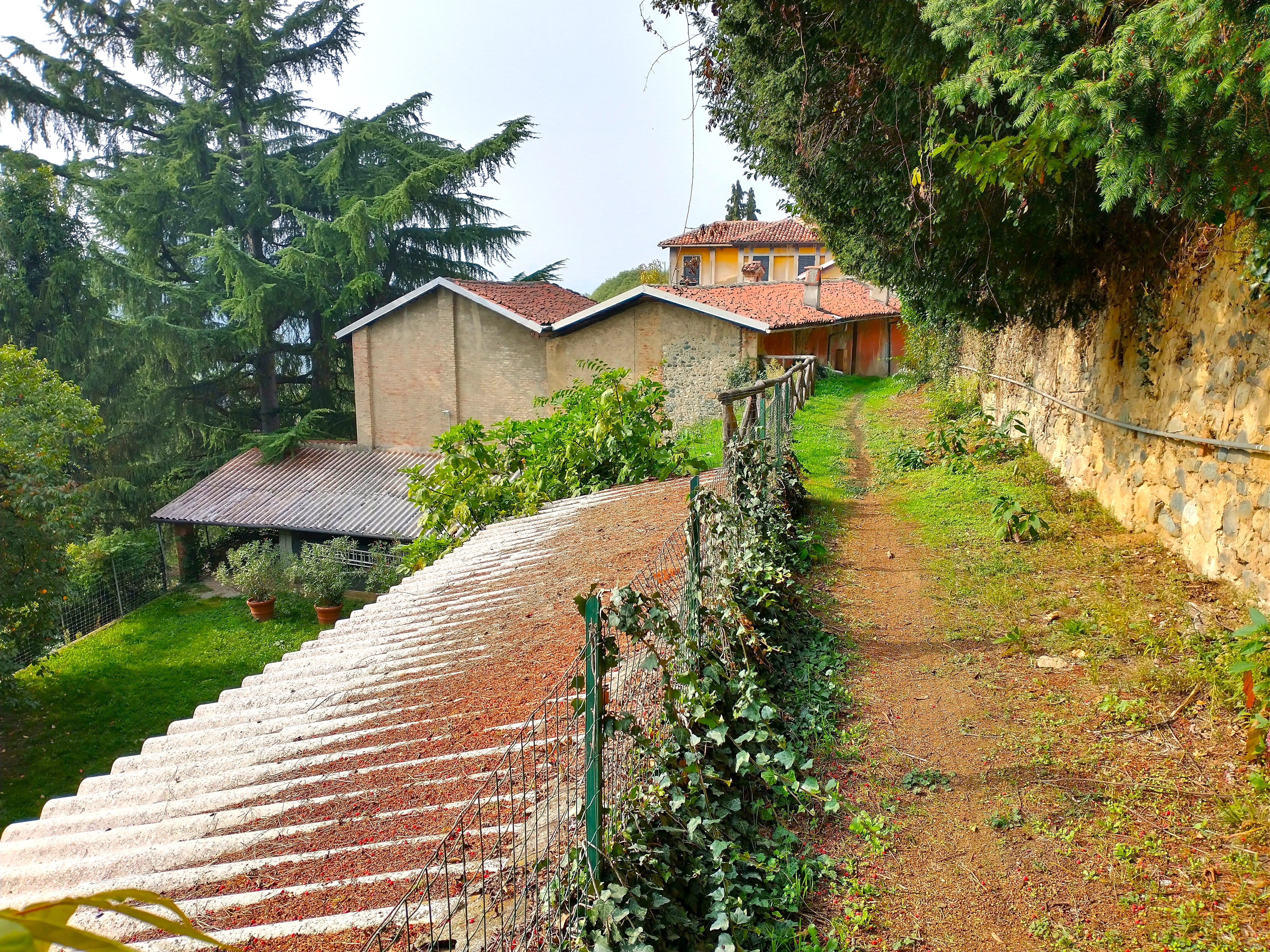
Ścieżka na stoku
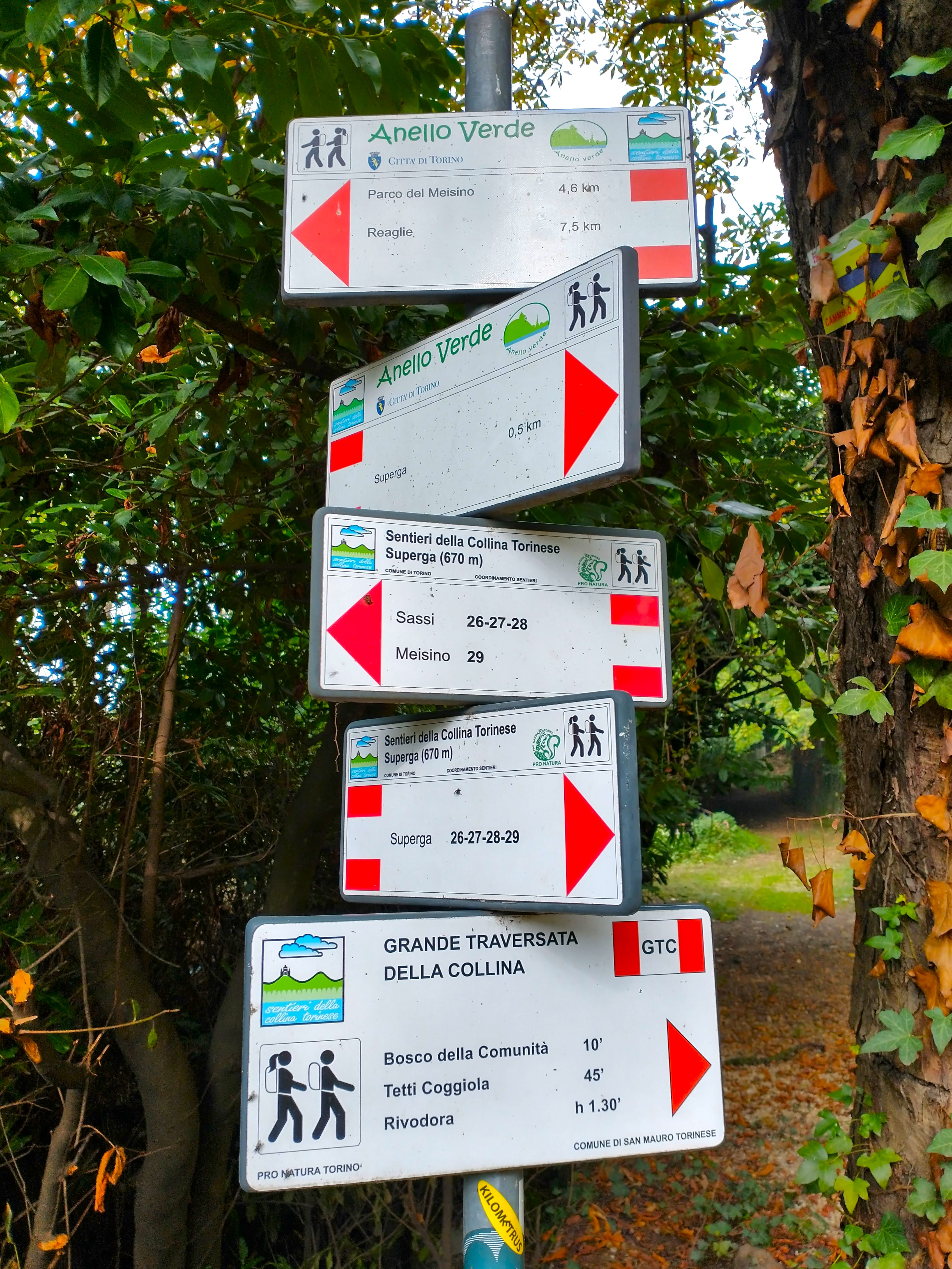
Szlaki turystyczne
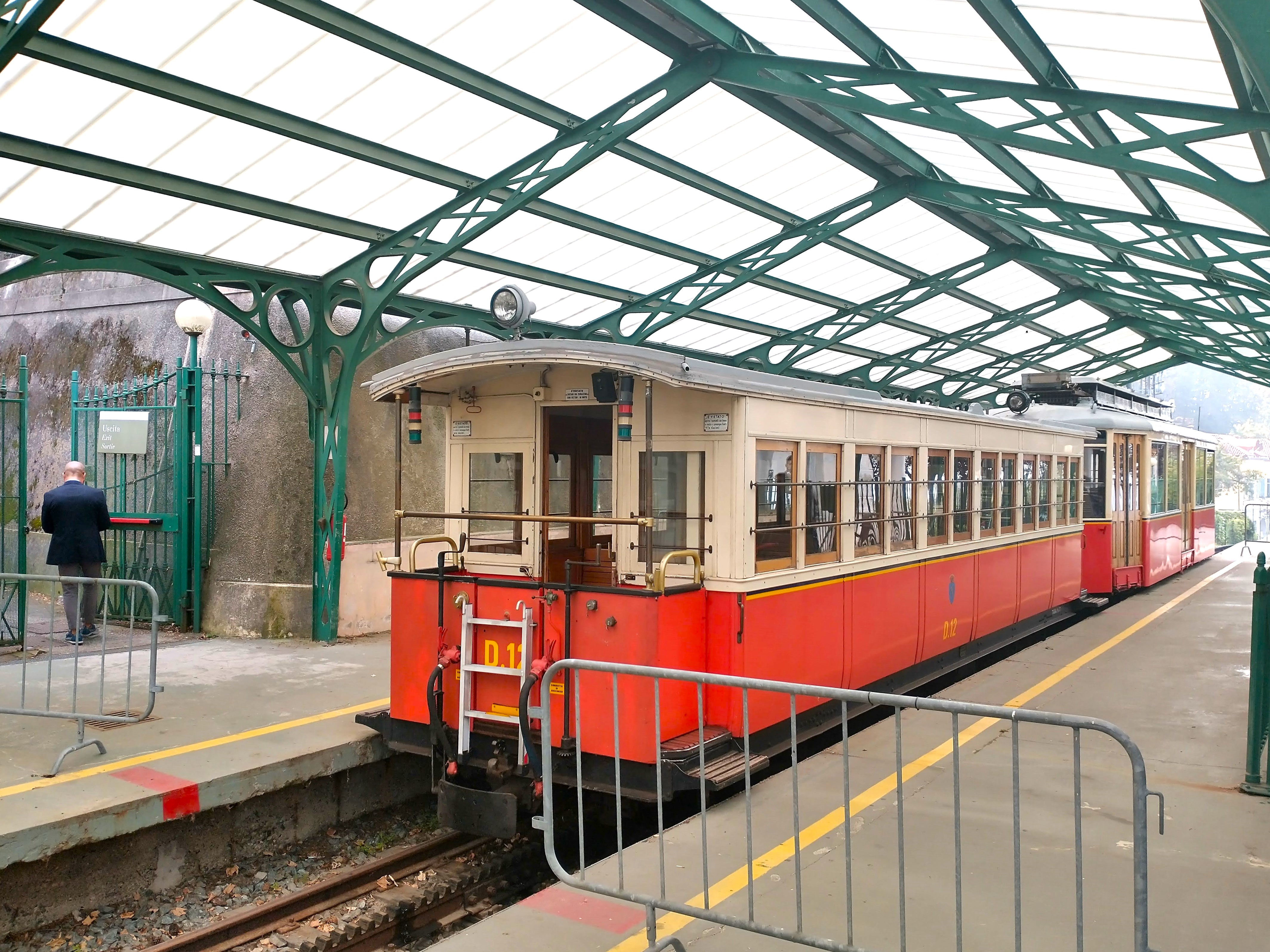
Stacja górna tramwaju zębatego